# Uma Naruc
Uma Naruc (Umanaruk) ist ein osttimoresischer Suco und Aldeia im Verwaltungsamt Laclo (Gemeinde Manatuto).

## Geographie
Vor der Gebietsreform 2015 hatte Uma Naruc eine Fläche von 88,26 km². Nun sind es 74,67 km². Der Suco liegt im Süden des Verwaltungsamts Laclo. Nördlich befinden sich die Sucos Lacumesac und Hohorai. Im Süden von Uma Naruc liegt das Verwaltungsamt Laclubar mit seinen Sucos Sananain, Batara und Funar und im Westen das zur Gemeinde Aileu gehörende Verwaltungsamt Remexio mit seinem Suco Faturasa. Der Nördliche Laclo, einer der wenigen Flüsse Nordtimors, die ganzjährig Wasser führen, erreicht den Suco im Südwesten, wo auch der Madarmalan aus Uma Naruc kommend in ihn mündet. Mit seinem Zufluss Aimaleum bildet der Nördliche Lacló einen Teil der Grenze zu Funar, durchquert dann Uma Naruc und folgt dann der Nordgrenze zu Lacumesac. Die westliche Nordgrenze wird vom Lohun, einem weiteren Zufluss, gebildet. Im äußersten Norden wird der Nördliche Lacló ein Stück weit Tihoham genannt. Wo er Uma Naruc verlässt, fließt der Lago Coi in den Tihoham, der von der Grenze zu Batara aus Uma Naruc durchquert. Im äußersten Osten bildet der Boho die Grenze zu Sananain.
Im Norden liegt am Ufer des Nördlichen Laclós das Dorf Bahadic, in dem sich auch die Grundschule des Sucos befindet. Nah dem Lohun liegen die Dörfer Fahilacor und Matilau.
Im Suco befinden sich die vier Aldeias Bua, Hahi-Lacor, Uma Naruc und Uma Surat.

## Einwohner
Im Suco leben 1.058 Einwohner (2022), davon sind 544 Männer und 514 Frauen. Im Suco gibt es 161 Haushalte. Über 81 % der Einwohner geben Galoli als ihre Muttersprache an. Über 17 % sprechen Mambai und eine Minderheit Tetum Prasa.

## Politik
Bei den  Wahlen von 2004/2005 wurde Estanislão (Estanislau) de Carvalho zum Chefe de Suco gewählt und 2009 und 2016 in seinem Amt bestätigt.